# 弗劳恩贝格 (奥地利)
弗劳恩贝格（德語：Frauenberg）是奥地利施泰尔马克州穆尔河畔布鲁克县曾经的一个市镇。总面积20.62平方公里，总人口158人，人口密度7.7人/平方公里（2012年）。